# جستين جاكسون (لاعب كرة سلة مواليد 1990)
جوستين جاكسون (بالإنجليزية: Justin Jackson)‏ مواليد 13 أكتوبر 1990 في كوكاو بيتش، هو لاعب كرة سلة أمريكي. بدأ مسيرته الاحترافية في سنة 2014. يحمل الرقم 0. يبلغ طوله 6 قدم 8.75 بوصة (2.1 م).

## المسيرة الاحترافية
لعب مع بيسونس لويما في سنة 2015، ثم لعب مع شارني سووبسك في موسم 2016–2017، ثم لعب مع نادي أريس لكرة السلة في سنة 2017.

## روابط خارجية
- جستين جاكسون على موقع كرة السلة الأوروبية.كوم (الإنجليزية)
- جستين جاكسون على موقع DraftExpress.com (الإنجليزية)
- جستين جاكسون على موقع كلية كرة السلة في سبورتس رفرنس.كوم (الإنجليزية)
- جستين جاكسون على موقع ريلجم (الإنجليزية)
- جستين جاكسون على موقع بروبوليرز (الإنجليزية)
- جستين جاكسون على موقع سبورتس رفرنس (الإنجليزية)
- جستين جاكسون على موقع سبورتس رفرنس (الإنجليزية)